# Under (Noruega)
Under es una obra arquitectónica elaborada por Snøhetta, uno de las principales estudios de arquitectura de Noruega, construido en la población pesquera de Båly, dentro del municipio de Lindesnes, provincia de Vest-Agder, e inaugurado el 20 de marzo de 2019.

## Características
El estudio noruego, creador de varias obras de arquitectura civil destacadas como la Ópera de Oslo o la Bibliotheca Alexandrina de Egipto, empezó a diseñar Under con el objetivo de realizar un edificio que uniera la tierra con el mar. El nombre elegido es un juego de palabras, puesto que en noruego tanto puede reflejar un calificativo como "maravilla" / "milagroso" como también puede indicar su ubicación: "bajo" / "debajo", en este caso, del mar.
El edificio posee una forma rectangular con las esquinas y lados redondeados, A su lado norte esta la entrada sobre la costa rocosa y luego se va sumergiendo hasta reposar en su extremo sur en el suelo marino, quedando sumergido en el mar. En la cara perpendicular al suelo marino, se diseñó una gran ventana de 36 pies / 11 metros de ancho.
La estructura predomina el uso de concreto con el objetivo doble, además de la versatilidad y resistencia en esas condiciones, también se buscó que distintas especies marinas como algas y moluscos puedan recubrir fácilmente la carcasa del edificio de manera natural. El interior consta de revestimientos de roble.

## Usos
La obra creada por Snøhetta está proyectada para un uso civil doble, por un lado, ofrecerá servicios de restauración, siendo el primer edificio creado con estos fines bajo el mar en toda Europa. Por otro lado, poseerá un centro investigación biológica marina.